# Hahn Group

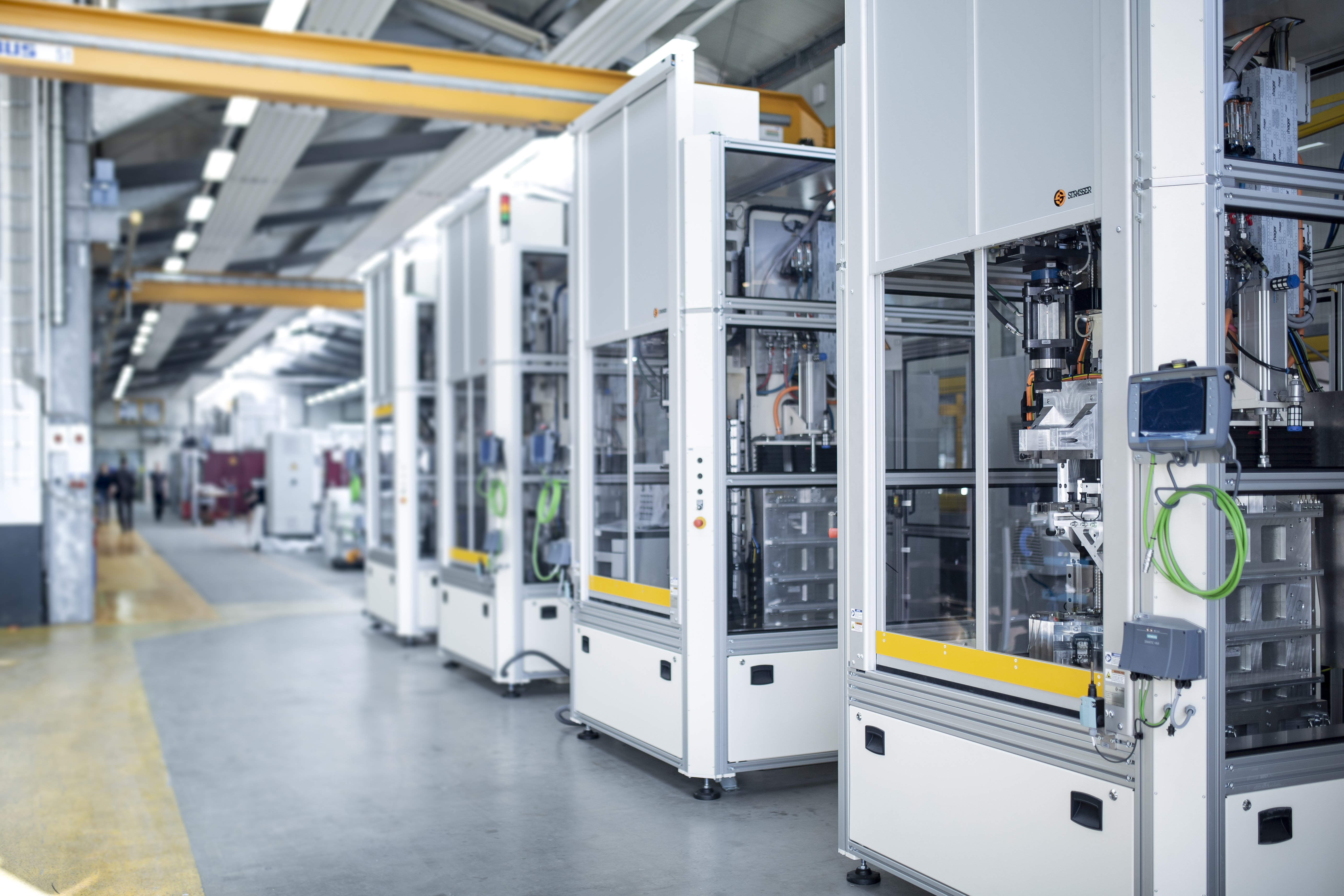
Stoßdämpfer-Prüfmaschinen im MasterCell Design bei Hahn Automation

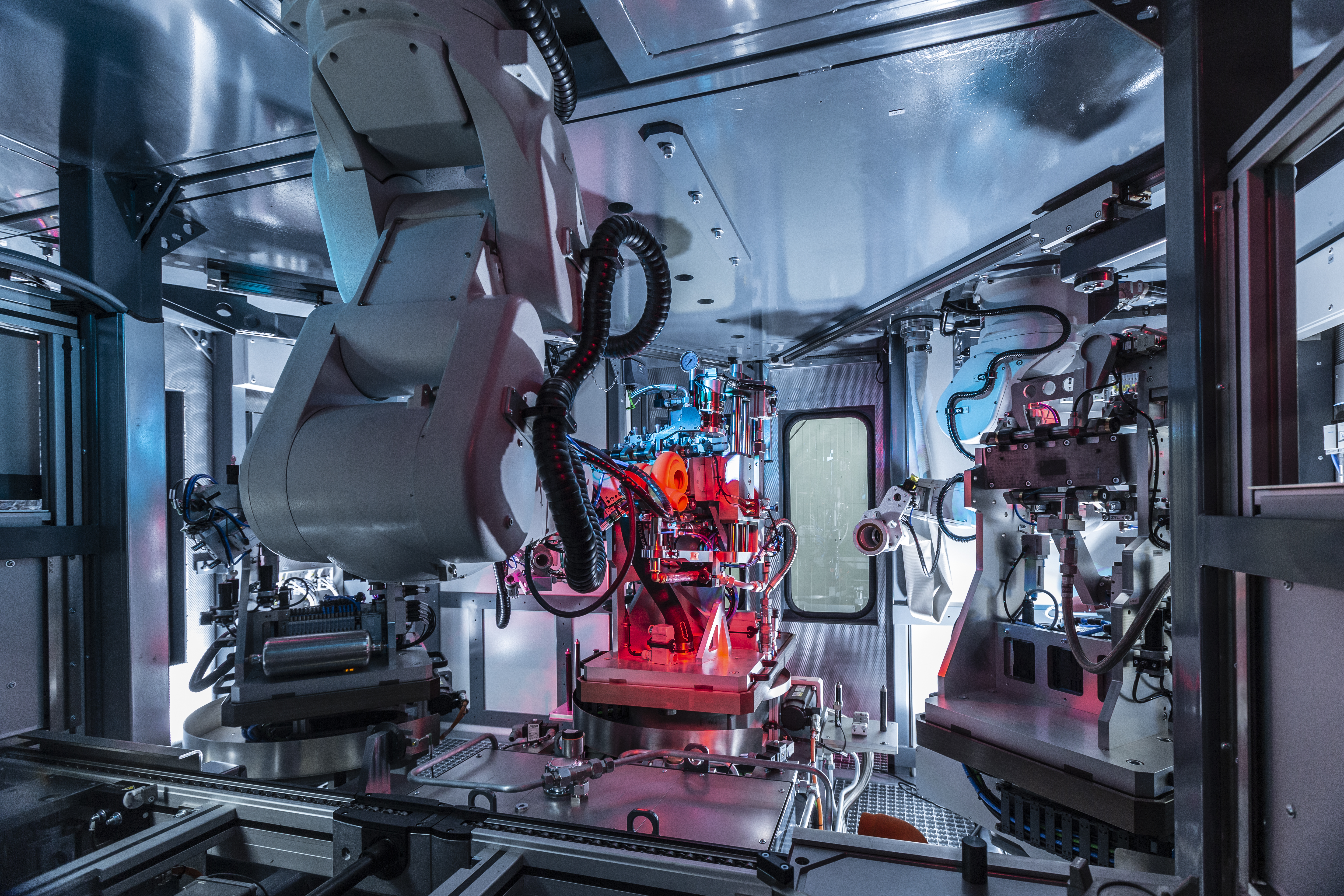
Turbolader-Prüfzelle bei Hahn Automation

Die Hahn Automation Group Holding GmbH ist eine Unternehmensgruppe, die auf industrielle Automatisierungstechnik und Roboter spezialisiert ist. Sie ist mit ca. 1700 Mitarbeitern an 20 Standorten in Belgien, China, Deutschland, Großbritannien, Kroatien, Mexiko, Österreich, Tschechien und den USA aufgestellt. Neben dem Hauptsitz in Rheinböllen gibt es eine Niederlassung in Frankfurt am Main.

## Geschichte
Thomas Hähn gründete 1992 mit drei Mitarbeitern das Unternehmen Hähn Engineering. Nach der Umbenennung des Unternehmens in Hahn Automation wurde 2000 der erste Auslandsstandort in den Vereinigten Staaten (USA) gegründet. 
Im Jahr 2014 beteiligte sich die RAG-Stiftung Beteiligungsgesellschaft mit einer Mehrheitsbeteiligung an Hahn Automation. Aufgrund dieser Beteiligung wurde die Hahn Group als Holding Gesellschaft gegründet. 
Die Hahn Holding GmbH wurde 2016 gegründet. Zu diesem Zeitpunkt gehörten Hahn Automation, Wemo Automation, Hahn Robotics und Waldorf Technik zum Unternehmen. 2017 fand die Umfirmierung zu Hahn Group statt. Invotec wurde 2017 in die Hahn Group aufgenommen. GeKu Automatisierungssysteme, und Hahn Automation UK kamen 2018 zum Unternehmen dazu. Die Firmen DFT Maschinenbau,Walther Systemtechnik, und REI Automation schlossen sich 2019 der Hahn Group an. 
Philipp Unterhalt entwickelte gemeinsam mit dem Gründer Thomas Hähn das Konzept der Hahn Group als Verbund mittelständischer Automatisierungs- und Roboterspezialisten. 2023 fand die Umfirmierung zur Hahn Automation Group Holding statt.

## Eingegliederte Firmen und Marken
- Hahn Automation Group (ehemals Hahn Automation) ist ein Spezialmaschinenbauer und auf die Automatisierung für Montage- und Prüfprozesse von Gummi-, Kunststoff- und Metallteilen spezialisiert. Derzeit sind ca. 900 Mitarbeiter an Standorten in Deutschland, China, Großbritannien, Kroatien, Mexiko, Österreich, Tschechien, und den USA beschäftigt. Der Hauptsitz der Hahn Automation Group befindet sich in Rheinböllen, Rheinland-Pfalz.[15][16][17]

- Hahn Automation Group Engen (ehemals Waldorf Technik) ist auf die Automation im Spritzgießbereich spezialisiert und in den Branchen Medizintechnik, Verpackungstechnik und Barrieretechnik tätig. Es hat seinen Hauptsitz in Engen und beschäftigt rund 100 Mitarbeiter.[18][19]

- Hahn Automation Group US, Inc. (ehemals Invotec) entwickelt und produziert Automationslösungen für Montage-, Prüf- und Inspektionsprozesse für Hersteller von Medizingeräten. Das Unternehmen ist neben dem Hauptsitz in Dayton (Ohio) auch in Minneapolis (Minnesota) niedergelassen.[20][21]

- Hahn Automation Group Diepenau (ehemals GeKu Automatisierungssysteme) hat sich auf die Automation für kunststoff-, gummi- und metallverarbeitende Betriebe spezialisiert. Zum Produktportfolio gehören Systemroboter, Handhabungstechnik, Förder- und Verpackungssysteme sowie Qualitätssicherungssysteme.[22][23]

- Hahn Automation Group Austria (ehemals DFT Maschinenbau) ist auf automatisierte Montage- und Prüftechnik spezialisiert und produziert für die Automobilindustrie u. a. Pumpen, Bremssysteme, Abgasnachbehandlungssysteme, Getriebe, Turbolader, Autoelektrik und Sicherheitsboxen. Ansässig im österreichischen Kremsmünster hat das Unternehmen rund 100 Mitarbeiter.[24][25]
- Walther Systemtechnik entwickelt und baut Systeme für Dosieranwendungen für die Automobil-, Pharma-, Lebensmittel-, Gummi-, Chemie- und Metallverarbeitungsindustrie und hat seine Niederlassung in Germersheim.[26][27]
- REI Automation ist auf die Entwicklung und den Bau von kundenspezifischen Industrieanlagen wie Montagelinien, Roboterzellen und Sondermaschinensystemen in der Medizin-, Nuklear-, Konsumgüter-, Elektronik- und Automobilindustrie, spezialisiert. Der Hauptsitz des Unternehmens ist in Columbia, South Carolina.[28]
- Orwin Ltd. und Multi Automation Ltd. [LA1] mit Sitz in Großbritannien wurden 2018 übernommen und zur Hahn Automation Ltd. verschmolzen. Der Tätigkeitsbereich beider Standorte erstreckt sich auf die Herstellung von Anlagen für den Sondermaschinenbau.[29]